# Korpus
Korpus ili zbor (od lat. corpus : tijelo) združena je operativna postrojba oružanih snaga (kopnene vojske ili ratnog zrakoplovstva) i u pravilu je brigadnog sastava. Namijenjen je za izvršenje složenih operativno-taktičkih zadataka, samostalno ili u sastavu armije. Sastoji se od borbenih postrojbi, postrojbi borbene potpore i službi borbene potpore. Korpusi su osposobljeni za provedbu operacija samostalno na duži vremenski rok s mogućnošću prihvaćanja novih snaga ili izdvajanja vlastitih snaga u druge prostore. Korpusi imaju operativnu nadležnost nad prostorom u dodijeljenom području odgovornosti, što znači da su ustrojeni na geografsko-teritorijalnom načelu. Korpus može biti jednorodan (npr. pješački korpus) ili mješovitog sastava.
Kao ustaljeni združeni sastav postrojbi kopnene vojske prvi put se javlja u Francuskoj armiji 1805. godine.
Za vrijeme Domovinskog rata regionalna zapovjedništva Hrvatske vojske su bila podijeljena na Zborna područja.
U cilju racionalizacije sustava zapovijedanja u Hrvatskoj kopnenoj vojsci izvršene su pripreme za ukidanje preostala dva korpusa HKoV-a u prijelaznom razdoblju prema novom ustroju OSRH bez korpusne strukture.

## Poveznice
- Zbor (vojska)